# Visby-Linsen

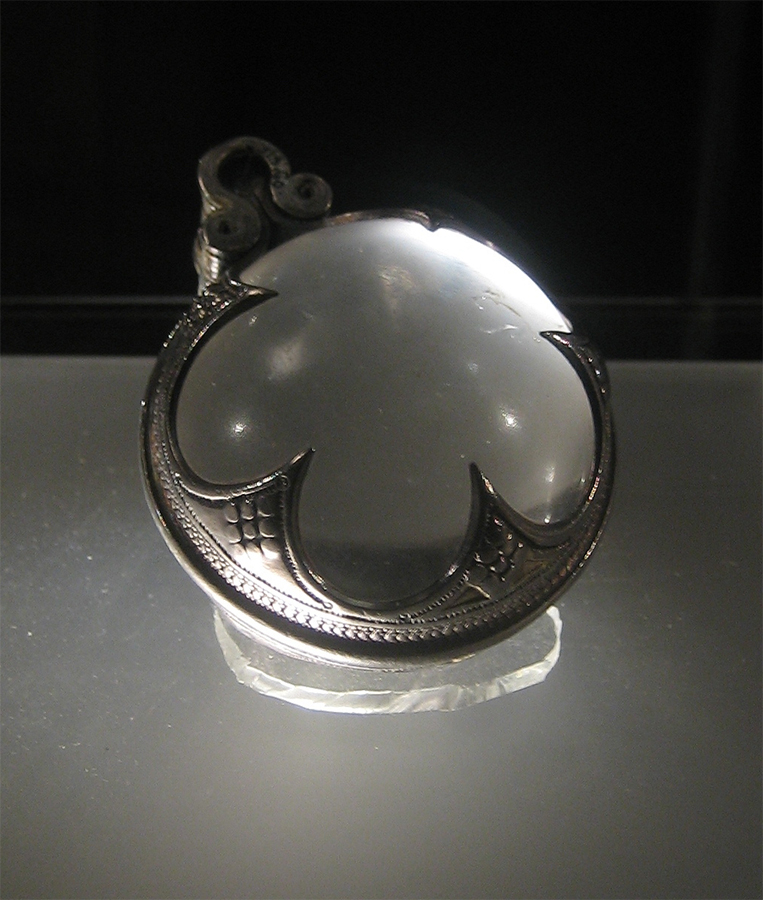
Visby-Linse mit silberner Fassung

Als Visby-Linsen (schwedisch: Visbylinserna) werden mehr als zehn größere und zahlreiche kleinere, überwiegend bikonvexe Linsen aus Bergkristall bezeichnet, die heute größtenteils im Museum Gotlands Fornsal in Visby liegen.
Der ursprüngliche Fund ist Teil eines Schatzes, den Wikinger um 1050 niedergelegt haben; im Zuge eines Ausgrabungsprogrammes wurden im Jahr 2002 in Fröjel, einer Hafenstadt der Wikingerzeit auf Gotland, mehrere ähnliche Linsen gefunden.
Rodenstock fertigte außerdem 1989 mehrere Repliken, von denen eine sich heute, als Lesestein bezeichnet, in der Optik-Ausstellung des Deutschen Museums in München befindet. a

## Ausführung

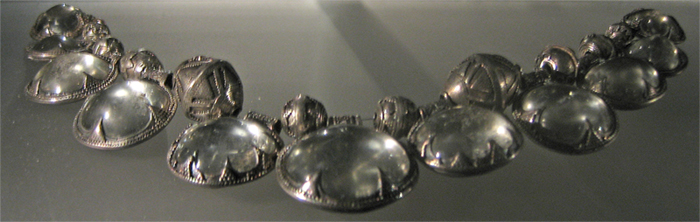
Die große Kette

Einige der Linsen, vor allem kleinere, haben silberne Fassungen und wurden offenbar an Halsketten getragen. Bei einigen gefassten Linsen ist die Unterseite mit dünner Silberfolie belegt, „so dass die Linsen wie Spiegel wirken.“ Die größte Kette ist ein Collier aus sieben größeren, verspiegelten Linsen. In jeder dieser Linsen sieht ein Gegenüber des Trägers sein eigenes, verkleinerte Spiegelbild.
Die größte Linse hat einen Durchmesser von 50 mm und ist 28,5 mm dick. Aus den Ausgrabungen in Fröjel stammt auch ein beinahe exakt sphärisch geschliffener Bergkristall, der mit einem Durchmesser von 45 mm ebenfalls zu den größten gefundenen Linsen zählt.

## Optische Eigenschaften

Asphärische Form der von Karl-Heinz Wilms vermessenen Linse

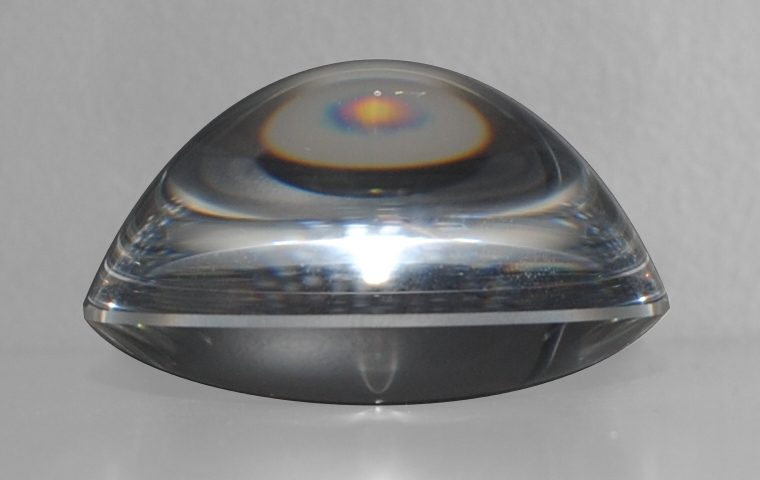
Nachbildung der von Karl-Heinz Wilms vermessenen Visby-Linse im Deutschen Museum

Fast alle Visby-Linsen sind asphärisch ausgeführt – ihr auffälligstes Merkmal. Schon Otto Ahlström beschrieb 1950 die ungewöhnliche Form der Linsen.
Zur Herstellung der rotationssymmetrischen Formen diente wahrscheinlich eine Drechselbank.
Karl-Heinz Wilms, ein Mitarbeiter der Firma Rodenstock, vermaß eine der Visby-Linsen anhand eines vergrößerten Fotos, b analysierte die optischen Eigenschaften und ließ bei Rodenstock mehrere Repliken anfertigen. Wilms stellte fest, dass „eine Fläche prolong c ellipsoid – vielleicht nahe der Idealform, die andere Fläche aber oblong d ellipsoid gestaltet“ (Karl-Heinz Wilms) war. Die untersuchte Linse weist eine etwa zweifache Vergrößerung bei äußerst geringer sphärischer Aberration auf. Bernd Lingelbach und Olaf Schmidt vom Institut für Augenoptik Aalen vermaßen 1998 mehrere Visby-Linsen berührungslos mittels Lichtschnittverfahren und stellten zumindest bei einigen „nahezu ideale optische Eigenschaften“ fest.
Diese vor rund 1000 Jahren gefertigten Linsen verfügen auch nach heutigen Maßstäben über hervorragende Abbildungseigenschaften – späteren, halbkugelförmig plankonvexen Lesesteinen des Mittelalters sind sie weit überlegen. Vergleichbare Eigenschaften wurden bei optischen Linsen erst wieder Mitte des zwanzigsten Jahrhunderts erreicht.
Erstmals schriftlich erwähnt wurden optische Linsen im Schatz der Optik des arabischen Gelehrten Ibn Al-Haitham (996–1038).
Um 1240 wurde das Buch ins Lateinische übersetzt. Europäische Mönche griffen den Gedanken auf und fertigten sphärische Plankonvexlinsen für Sehhilfen.
Dennoch sind Funde von Bergkristall-Linsen aus dem Altertum nichts außergewöhnliches. Eine der ältesten bekannten Linsen, die Linse von Nimrud, die Austen Henry Layard bei seiner Ausgrabung im Königspalast von Nimrud bei Mosul im 19. Jahrhundert fand, wird auf ein Alter von etwa 3000 Jahren geschätzt. Die Verarbeitung von Bergkristall war im 11. Jahrhundert bereits weit verbreitet, die mathematischen Grundlagen für asphärische Flächen existieren hingegen erst seit 1637 durch René Descartes – die handwerkliche Praxis war damit der Theorie um 500 Jahre voraus: „Offenbar haben einige oder vielleicht nur ein einziger Linsenhersteller durch jahrelanges Ausprobieren die Abbildungseigenschaften der Linsen verbessert und schließlich die ideale Form gefunden.“ (Bernd Lingelbach, Olaf Schmidt)

## Herkunft
Die Herkunft der Linsen ist trotz genauer Analyse nicht eindeutig geklärt. Das Rohmaterial, Bergkristall, kommt auf Gotland nicht vor. Es wurde angenommen, dass die schwedischen Wikinger die Linsen von ihren Handelszügen mitgebracht haben könnten, die sich auf den Südosten Europas und Kleinasiens konzentrierten. Möglicherweise wurden sie auch von Mitgliedern der Warägergarde aus Byzanz nach Gotland gebracht. Gefasste und ungefasste Bergkristalle tauchten gegen Ende des 11. Jahrhunderts auf Gotland unvermittelt auf und verschwinden ebenso plötzlich, was die Vermutung nahelegt, dass alle Stücke Gotland aus ein und demselben Anlass erreichten. Dem entgegen steht die Tatsache, dass keine Bergkristall-Linsen mit ähnlichen Eigenschaften außerhalb Gotlands gefunden wurden. Mårten Stenberger hält außerdem zumindest die Goldschmiedearbeit der Fassungen für Gotländisch.
Bei Ausgrabungen in Fröjel im Sommer 2002 wurde neben weiteren Linsen auch erstmals Werkzeug zur Bearbeitung von Bergkristall gefunden, daneben unbearbeitete Bergkristall-Stücke sowie halbfertige Linsen e und Perlen. Dies lässt die Möglichkeit zu, dass die Visby-Linsen möglicherweise doch auf Gotland entstanden.

## Verwendung
Über die Verwendung der Visby-Linsen ist nichts überliefert, es gibt daher nur Spekulationen. Möglicherweise wurden die Linsen von Handwerkern für die Vergrößerung filigraner Arbeiten, als Lesestein oder als Brennglas verwendet.
Schmuckstücke wie die große Kette dienten daneben wohl auch einem repräsentativen und möglicherweise auch magischen Zweck.